# Église Saint-Loup de Servoz
Pour les articles homonymes, voir Église Saint-Loup.
L'église Saint-Loup est un édifice religieux catholique français, située sur la commune de Servoz, dans le département de la Haute-Savoie. 

## Histoire
Une précédente église de Notre-Dame-du-Lac était située au village du Lac et dépendait de la juridiction de Chamonix. En 1471, à la suite de l'éboulement de la chaîne des Fiz, la construction d'une église, au hameau du Bouchet, est décidée,.
L'église, autrefois placée sous le patronage de la vierge Marie, est à partir du XVe siècle dédiée à saint Loup, évêque de Troyes, dont elle reçoit des reliques.
L'église actuelle est construite à partir de l'ancienne chapelle du château de la Tour, qui constitue le cœur de l'édifice. Agrandie en 1537 (date inscrite sur une porte rectangulaire), puis en 1697 (selon une inscription sur les vantaux de la porte), elle est consacrée le 30 août 1702, par Mgr Rossillon de Bernex, évêque de Genève, résidant à Annecy.

## Description
L'édifice est de style baroque.
L'église se compose d'une nef unique, de trois travées barlongues, prolongée par un chœur droit et deux travées carrées. 
Le clocher est terminé par une pyramide où est positionné un lanternon et un petit dôme. Il a été construit en 1745 sous la direction de Jean-Antoine Dénarié.
Une Vierge à l'Enfant avec donateur datant de 1661, a été restaurée entre 1995 et 1998.

## Galerie d'images

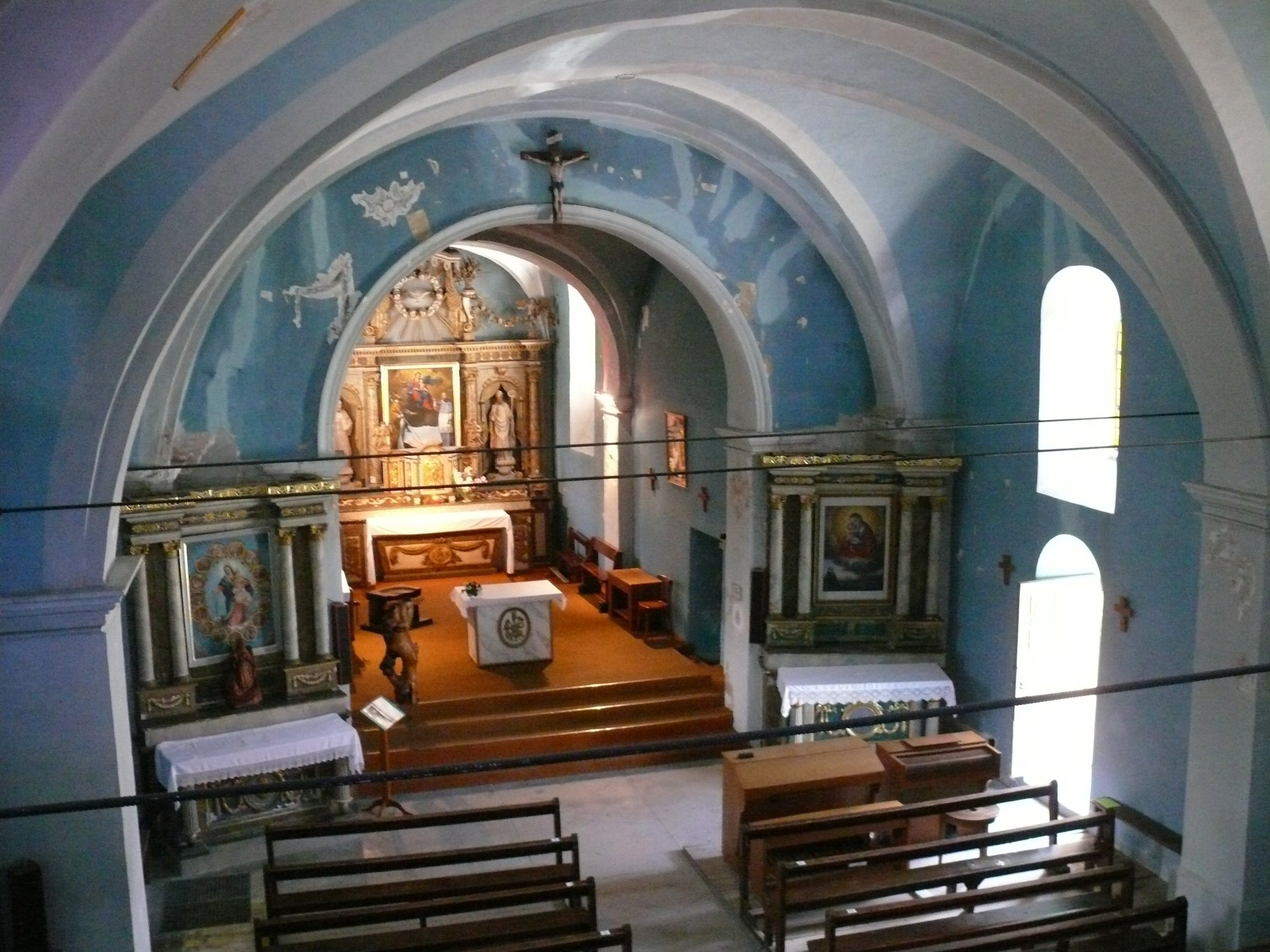
La nef
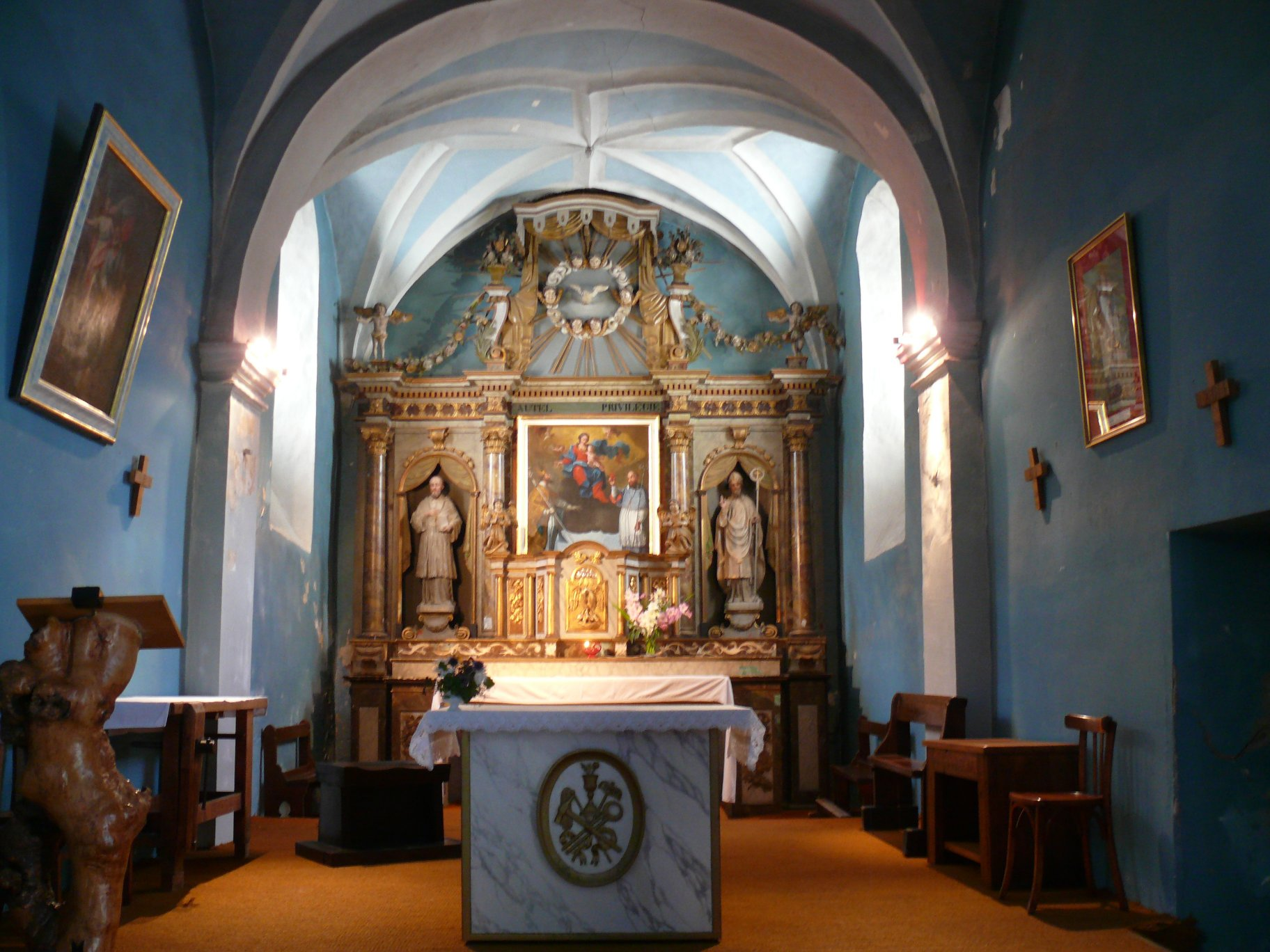
Le chœur
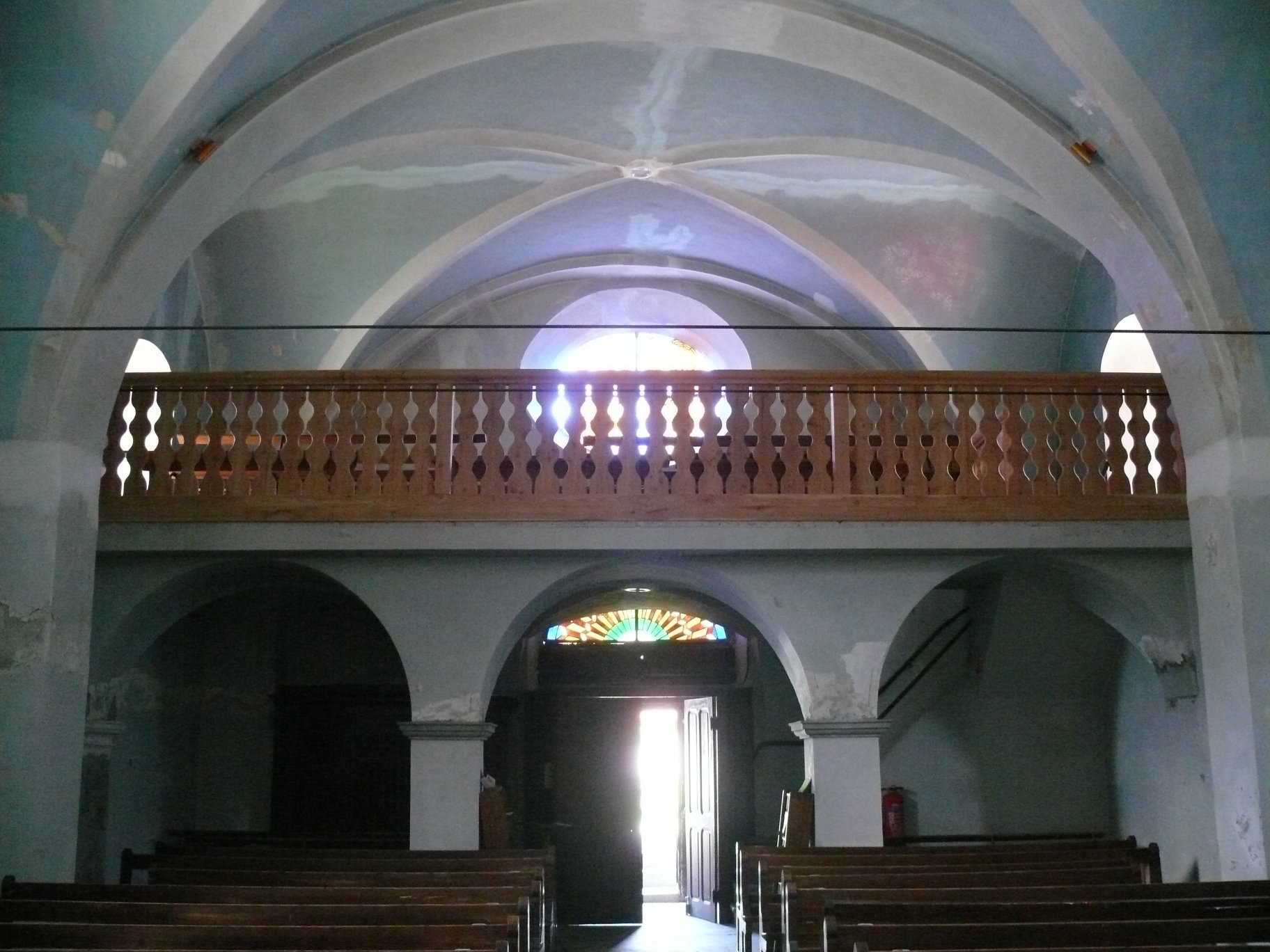
L'entrée et la tribune
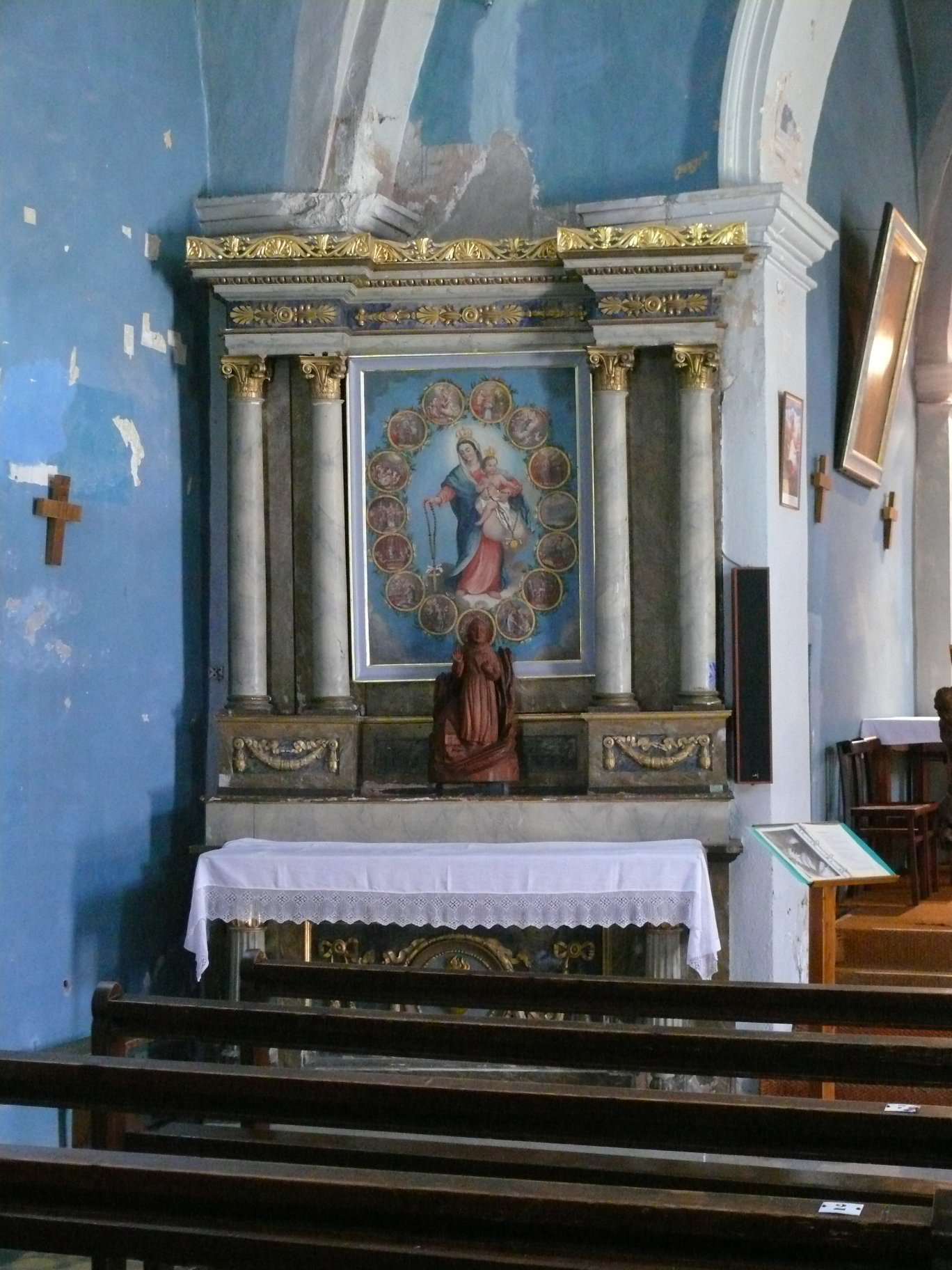
Autel latéral
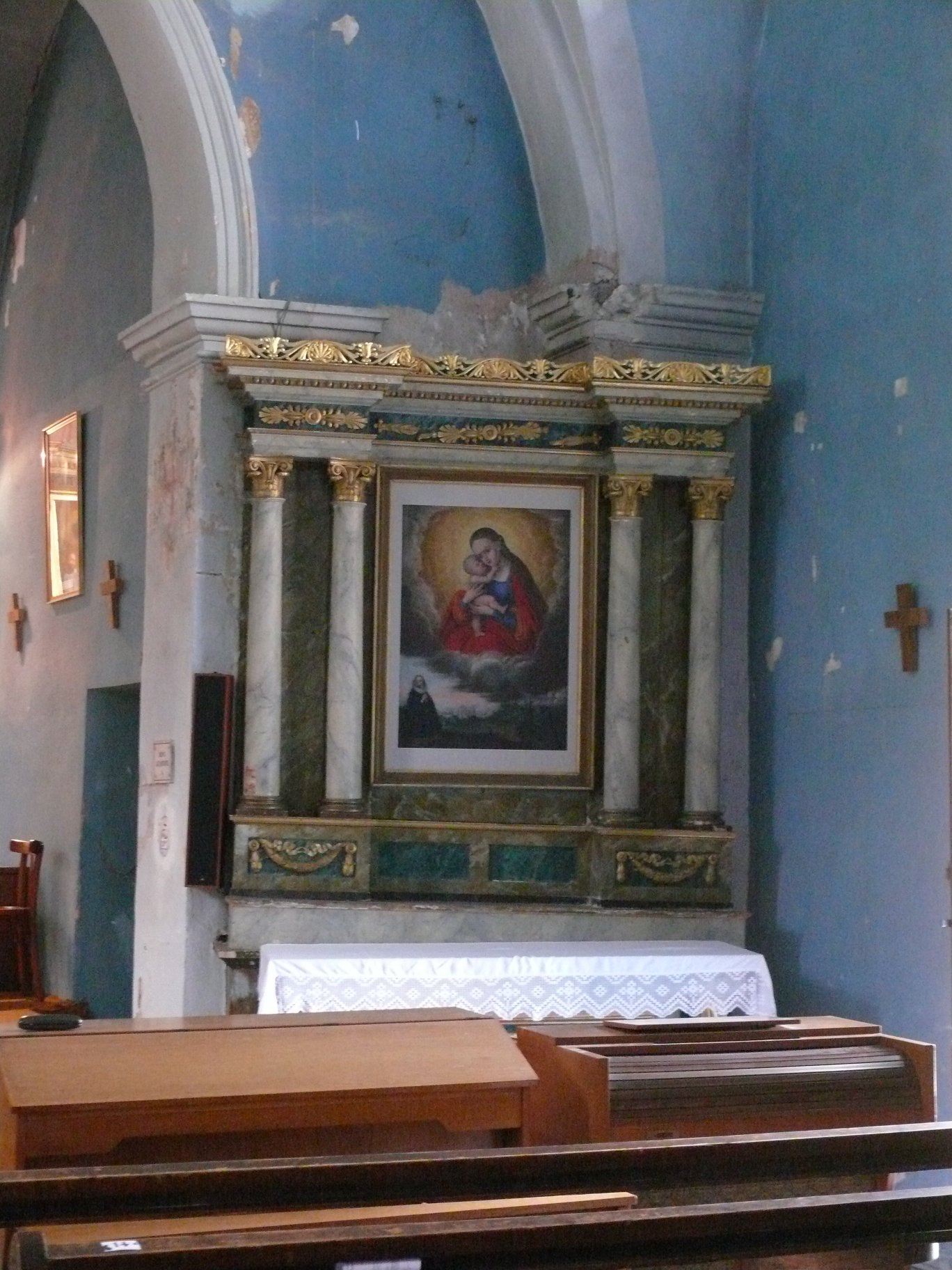
Autel latéral